# Artur Petersson (fotbollsspelare)
Ernst Artur Petersson, född 1 februari 1918, död 12 januari 2008 i Kalmar domkyrkoförsamling, var en svensk fotbollsspelare (vänsterhalv).
Petersson representerade under lång tid Kalmar FF, och spelade med klubben i Allsvenskan 1949/1950. Sammanlagt gjorde han över 350 A-lagsmatcher för Kalmar, varav 15 allsvenska matcher (inga mål). Han beskrivs som en "robust tacklare med massor av kondition."